# Gorgona
|  | Pel personatge mitològic, vegeu Gòrgona |

Gorgona (grec antic: Ὀργών o Γοργόνη; llatí: Urgo o Gorgon) és una petita illa de la mar Tirrena entre Toscana i Còrsega a uns 30 km de la costa de Toscana. A prop de Gorgona (a uns 37 km de Livorno) hi ha l'illot de Melòria, potser l'antiga illa Menària esmentada per Plini, teatre de la famosa batalla. La superfície és de 2,25 km². La població és de trenta persones, però només una hi viu tot l'any.
Visitada per etrusques i romans, sembla que mai no fou habitada permanentment mes que a l'edat mitjana pels benedictins i certosins. Dante Alighieri la va esmentar al 23é cant de l'Infern.
El gran ducat de Toscana hi va establir una colònia civil o militar al segle xvii. L'illa fou colònia agrícola i penal des de l'any 1869. Fou ocupada temporalment per alemanys (1944) i americans (1945).
La capital és el llogaret de pescadors Cala dello Scalo.
Els llocs principals de l'illa són la Torre Vecchia, feta pels pisans al segle xiii; la Torre Nuova; la Torre dell'Orologio; l'església de San Gorgonio; el petit cementiri (on quasi tots els enterrats són de les famílies Citti i Dodoli; una dona de la família Citti és ara l'única habitant permanent); la cova del bou marí; la cala Scirocco a la punta Scirocco, on hi ha instal·lat un far (un dels tres de l'illa) i la Cala dello Scalo, on les edificacions més antigues són del segle xvii.